# 精灵皇
精灵皇（Elvenking）是一队来自意大利民谣金属及力量金属的乐团。

## 背景
精灵皇于1997年10月组成，成员为两位结他手Aydan和Jarpen。他们本身已是老朋友，大家都钟情于重金属音乐和民间传说。
在成立后不久的几个月，成员组合的问题很多，成员的转变阻碍了乐队的发展。1998年3月，主音Damnagoras加入了，接著到了9月再有鼓手Zender加盟，维持了一个稳定气氛。
自出道以来，精灵皇经已对他们的音乐方向定了位。他们所表现的音乐揉合了力量金属，民谣音乐和一些极端的音乐，演化成一种独特的混合。之后得到考虑性现场演奏的经验，精灵皇明白到是时候定立音乐的主题去吸引唱片公司与之签约。Demo碟"To Oak Woods Bestowed"使精灵皇直接与德国唱片公司AFM（旗下有Masterplan，Annihilator，Avantasia，U.D.O.，CIIC等乐团）签约。
同时精灵皇有了新的成员加入，低音结他手Gorlan本身是Aydan and Jarpen的朋友，而他曾为精灵皇协助制作某部分的音乐，但后来却成了固定的成员。
- 首张正式推出的大碟"Heathenreel"，在New Sin Audio录制，由Luigi Stefanini作设计，混音制作则由Fredman Studios的Fredrik Nordstrom负责。封面美术则由Travis Smith设计，而乐团的徽章则由J.P. Fournier（Avantasia，Immortal, ...）设计。该大碟于2001年7月23日发行，使到整个金属音乐界人士无不对之感到兴奋，更成为了很多杂志和网上杂志的每月推荐专辑的其中一张。

- 随"Heathenreel"推出，精灵皇开始流行欧洲，于欧洲各地开演唱会，并获一些著名的乐团如Blind Guardian，Gamma Ray，Edguy，Virgin Steele等作演唱会助唱的嘉宾。

由于个人健康的理由，主音Damnagoras被迫于2002年8月离队。新的主音Kleid便迅速成了整个乐团的灵魂。而且，新的成员Elyghen为小提琴手和键盘手，更为精灵皇注入了更多的民谣的气氛和特色。在此阵容组合下，精灵皇于2004年4月19日推出了专辑"WYRD"。该专辑在Siegburg的Gernhart studios制作而成。该专辑正能显示出精灵皇的音乐风格在每一方面如何提升。
在2004年末，Damnagoras再次归队，精灵皇正计划第三张专辑。
2005年2月4日，结他手Jarpen离队。仍然维持五人的组合。

## 专题作品
- To Oak Woods Bestowed demo（2000年）
- Heathenreel（2001年）
- Wyrd（2004年）
- Winter Wake (2006年)
- The Scythe (2007年)